# Brevicellicium
Brevicellicium K.H. Larss. & Hjortstam (naloteczek) – rodzaj grzybów należący do rodziny Hydnodontaceae.

## Charakterystyka
Grzyby kortycjoidalne o bazydiokarpie rozpostartym lub przyrośnięto-odgiętym, przyrośniętym, błoniastym lub skórzastym, o powierzchni gładkiej lub granulkowatej. System strzępkowy monomityczny, strzępki ze sprzążki, szkliste i wyraźnie izodiametryczne. Cystyd brak, ale czasami występują sferocyty. Podstawki krótkie, wrzecionowate, z 4 sterygmami i sprzążką bazalną. Bazydiospory niemal kuliste lub elipsoidalne, gładkie, cienkościenne, nieamyloidalne, niecyjanofilne.
Brevicellicium charakteryzuje się przede wszystkim izodiametrycznymi, napęczniałymi strzępkami o krótkich komórkach i małymi, gładkimi bazydiosporami. Mikroskopowo nieco przypomina Trechispora, ale gatunki tego rodzaju mają strzępki ampułkowate a owocniki bardziej kruche i mniej zróżnicowane. Badania z zakresu biologii molekularnej wykazują przynależność Brevicella do tego samego kladu co Trechispora, Subulicystidium lub Tubulicium.

## Systematyka i nazewnictwo
Pozycja w klasyfikacji: Hydnodontaceae, Trechisporales, Incertae sedis, Agaricomycetes, Agaricomycotina, Basidiomycota, Fungi (według Index Fungorum).
Polską nazwę nadał Władysław Wojewoda w 1999 r.
Gatunki występujące w Polsce:
- Brevicellicium olivascens (Bres.) K.H. Larss. & Hjortstam 1978 – naloteczek oliwkowy

Nazwy naukowe na podstawie Index Fungorum. Wykaz gatunków i nazwy polskie według Władysława Wojewody.